# Alexander Parfenjewitsch Borodin

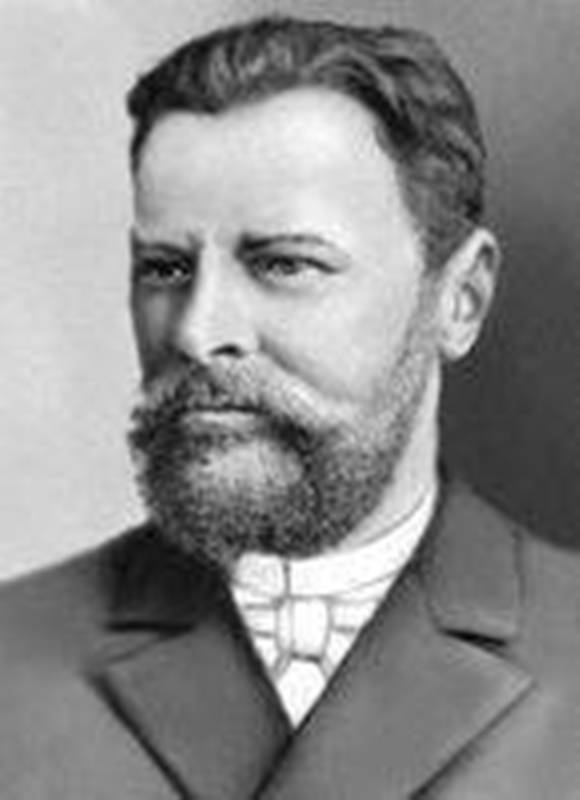
Alexander Parfenjewitsch Borodin

Alexander Parfenjewitsch Borodin (russisch Александр Парфеньевич Бородин; * 28. Septemberjul. / 10. Oktober 1848greg. in St. Petersburg; † 26. Märzjul. / 7. April 1898greg. in Meran) war ein russischer Ingenieur, Eisenbahn-Experte und einer der Begründer des Baus von Dampflokomotiven in Russland.

## Leben
Alexander Borodin stammte aus einer adligen Soldatenfamilie aus dem Gouvernement Jekaterinoslaw. Sein älterer Bruder war der später bekannte Botaniker Iwan Parfenjewitsch Borodin (1847–1930).
1870 schloss Alexander Borodin sein Studium an der Staatlichen Polytechnischen Universität Sankt Petersburg ab. Anschließend studierte er an der St. Petersburger Hochschule für Verkehrsingenieurwesen mit Abschluss 1872. Auf Empfehlung des Professors für Mechanik Iwan Alexejewitsch Wyschnegradski wurde er darauf Leiter Rollendes Material und Wasserversorgung der Eisenbahnlinie von Rjaschsk nach Wjasma. 1877 wurde er Geschäftsführer der Kiew-Brester Eisenbahn. 1879 wechselte er zur Südwest-Eisenbahn, wurde  Chefingenieur für das rollende Material, die Zugförderung und die Werkstätten, 1889 Geschäftsführer und 1895 nach dem Übergang der Südwest-Eisenbahn an den Staat ihr Direktor.
1880–1882 baute Borodin am Standort Kiew der Südwest-Eisenbahn das weltweit erste permanente Laboratorium zur Überprüfung von Dampflokomotiven in Fahrt auf. Zusammen mit dem Verkehrsingenieur L. M. Lewi entwickelte Borodin eine Prüfmethode für Lokomotiven in Fahrt. 1882 wurden nach einem Projekt Borodins 4-Zylinder-Verbunddampflokomotiven gebaut (Russische Baureihe П).
Borodin war der ständige Präsident der Tagungen der Fahrdienst-Ingenieure der russischen Eisenbahnen. Mehrfach setzte er sich ein für die Verbesserung der Arbeitsbedingungen und der Mechanisierung des Eisenbahntransports. Zusammen mit anderen gründete er die Zeitschrift Der Ingenieur und wurde 1885 ihr Herausgeber. Er beteiligte sich aktiv an den Arbeiten der Russischen Technischen Gesellschaft. Er war 1880–1896 Mitglied der Kiewer Sektion, und 1892 leitete er die Maschinenbau-Abteilung. Die Russische Technische Gesellschaft stiftete später die Borodin-Goldmedaille, mit der sie herausragende Erfindungen und Rationalisierungen im Eisenbahnverkehrswesen auszeichnete. Borodin war auch Mitglied der Ingenieursgesellschaften in England und Frankreich.
Borodin war Staatsrat (5. Adelsrang).
Borodin starb während einer Kur in Meran an einer Lungenentzündung. Sein (nicht mehr existierendes) Grab fand er am Dnepr-Ufer in Kiew im jetzigen Askold-Grab-Park. Er war verheiratet mit Anna Wladimirowna geb. Dolschenkowa, die mit dem Literaturkritiker und Dramatiker Innokenti Fjodorowitsch Annenski verwandt war. Sein Sohn Alexander Alexandrowitsch (1885–1925) war Dozent für Russische Sprache.